# Kill Fuck Die
Kill.Fuck.Die. es el séptimo álbum de estudio de la banda norteamericana de heavy metal W.A.S.P., lanzado en 1997.
Esta producción difiere considerablemente de las anteriores, caracterizándose por ser más agresiva e industrial. El guitarrista Chris Holmes reapareció sorpresivamente en la formación para la grabación del disco. De acuerdo a Blackie Lawless, el álbum se inspiró en la película Apocalypse Now.

## Lista de canciones
1. "Kill.Fuck.Die." – 4:20
2. "Take the Addiction" – 3:41
3. "My Tortured Eyes" – 4:03
4. "Killahead" – 4:07
5. "Kill Your Pretty Face" – 5:49
6. "Fetus" – 1:23
7. "Little Death" – 4:12
8. "U" – 5:10
9. "Wicked Love" – 4:36
10. "The Horror" – 8:26

## Miembros
- Blackie Lawless – voz
- Chris Holmes – guitarra
- Mike Duda – bajo
- Stet Howland – batería

## Sencillos
- «Kill.Fuck.Die»

- Datos: Q2628476